# Ceux que l'amour a blessés
Singles de Johnny Hallyday
Que je t'aime
(1969) Jésus Christ
(1970)
Ceux que l'amour a blessés est une chanson de Johnny Hallyday. Elle est sortie en single en 1970.

## Développement et composition
La chanson a été écrite par Jean Renard et Gilles Thibaut et produite par Lee Hallyday.

## Liste des pistes
Single 7" / 45 tours Philips 336.292 BF (1970, France etc.)
A. Ceux que l'amour a blessés (3:37)
B. Si tu pars (4:05),

## Réception
Le titre s’écoule à plus de 300 000 exemplaires en France.

### Classements hebdomadaires
| Classement (1970) | Meilleure position |
| ----------------- | ------------------ |
| France            | 2                  |